# Florin Bérenguer
Florin Bérenguer (Montbéliard, 1º aprile 1989) è un calciatore francese, centrocampista del Brisbane Roar.

## Carriera
Nella stagione 2011-2012 ha giocato 16 partite in Ligue 1 con il Digione.

## Palmarès

### Competizioni nazionali
- Premier's Plate: 1

Melbourne City: 2020-2021
- Campionato australiano: 1

Melbourne City: 2020-2021